# فيتو ديل أكويلا
فيتو ديل أكويلا (مواليد 3 نوفمبر 2000) هو لاعب تايكوندو إيطالي، حصل على الميدالية الذهبية في وزن 58 كجم في أولمبياد 2020.

## وصلات خارجية
- فيتو ديل أكويلا على موقع TaekwondoData.com (الإنجليزية)
- فيتو ديل أكويلا على موقع اللجنة الأولمبية الدولية (الإنجليزية)
- فيتو ديل أكويلا على موقع أوليمبيديا (الإنجليزية)
- فيتو ديل أكويلا على موقع اللجنة الأولمبية الإيطالية (الإيطالية)